# Zino Davidoff
Zino Davidoff, nato Zinovij Gilelevič Davidov (in ucraino Зіновій (Зуселе-Меєр) Гілелевич Давидов?; in russo Зиновий Гилелевич Давыдов?; Novhorod-Sivers'kyj, 11 marzo 1906 – Ginevra, 14 gennaio 1994), è stato un imprenditore svizzero di origine russo-ucraina.
Davidoff è diventato sinonimo di sigari di qualità, il suo nome è famoso in tutto il mondo, è stato anche chiamato il "Re dei sigari".

## Biografia

### L'infanzia
Zinovij Davidov nacque l'11 marzo 1906 a Novhorod-Sivers'kyj, in quello che al tempo era l'Impero russo, oggi Ucraina, da una famiglia ebraica. Era il più vecchio dei quattro figli nati dal mercante di tabacchi Henri Davidov e dalla dentista Rachel Orlova. Poco tempo dopo la sua nascita la famiglia si trasferì a Kiev. Fin dall'infanzia, imparò a distinguere le diverse varietà di tabacco dall'odore. Nel 1911, la situazione politica, dopo i pogrom ebraici, costrinse lui e la sua famiglia ad emigrare: la meta prescelta fu Ginevra, in Svizzera,, dove la famiglia francesizzò il cognome in Davidoff, con il quale poi divenne famosa. Nel 1912 il padre di Zino, Gilel (Henri), aprì la sua prima tabaccheria svizzera nel Boulevard des Philosophes.

### L'inizio della carriera
Nel 1924 Zino terminò gli studi e si trasferì in America Latina per apprendere sul campo le nozioni riguardanti il commercio e la produzione di tabacco, trascorrendo il suo soggiorno in Argentina, Brasile ed infine a Cuba, dove lavorò per due anni in una piantagione di tabacco. Qui ebbe l'occasione di conoscere i metodi di lavorazione dei sigari cubani. Zino fece ritorno in Svizzera nel 1930, anno in cui ereditò il negozio dai suoi genitori. Grazie alle conoscenze acquisite durante i suoi viaggi, Davidoff trasformò la piccola tabaccheria in uno dei più grandi business del settore, prima e dopo la seconda guerra mondiale.

### Gli anni del successo
L'azienda beneficiò della neutralità della Svizzera nel conflitto, tanto che poté implementare il suo potere di mercato grazie ai ricchi clienti che vedevano nella nazione e nell'azienda un vero e proprio paradiso lontano, almeno idealmente, dai tragici eventi che l'Europa stava vivendo.
Si crede che intorno al 1940 fu proprio Zino Davidoff ad inventare il primo humidour da scrivania, ovvero il contenitore umidificatore utilizzato per la conservazione dei sigari. Grazie a questa invenzione, oggi lo standard nella maggioranza delle tabaccherie, è possibile mantenere i sigari allo stesso livello di umidità e temperatura alle quali vengono prodotti a L'Avana.
Dopo la fine della guerra, il quarantenne Davidoff ebbe finalmente l'idea di acquisire la licenza di produzione per la sua serie Havana. Con l'obiettivo di una clientela internazionale esigente, chiamò i singoli formati come le esclusive cantine di Bordeaux. Tutto ebbe inizio nel 1946 con Château Latour. Altre serie includevano il famoso Dom Pérignon e Thousands. Nel 1967, Zino Davidoff firmò un contratto con l'azienda statale cubana di sigari Cubatabaco, in base al quale i cubani producevano un sigaro esclusivo per lui con il nome di Davidoff.
A causa dell'embargo economico imposto dagli Stati Uniti a Cuba, Davidoff, insieme a Ernst Schneider, cercò di (ri)aprire questo mercato per loro a metà degli anni '70. Così decise poi di produrre il marchio Zino in Honduras utilizzando tabacchi locali e americani: dopo qualche tempo è stato venduto con molto successo ed è ancora oggi uno dei marchi più venduti.

### Gli ultimi anni

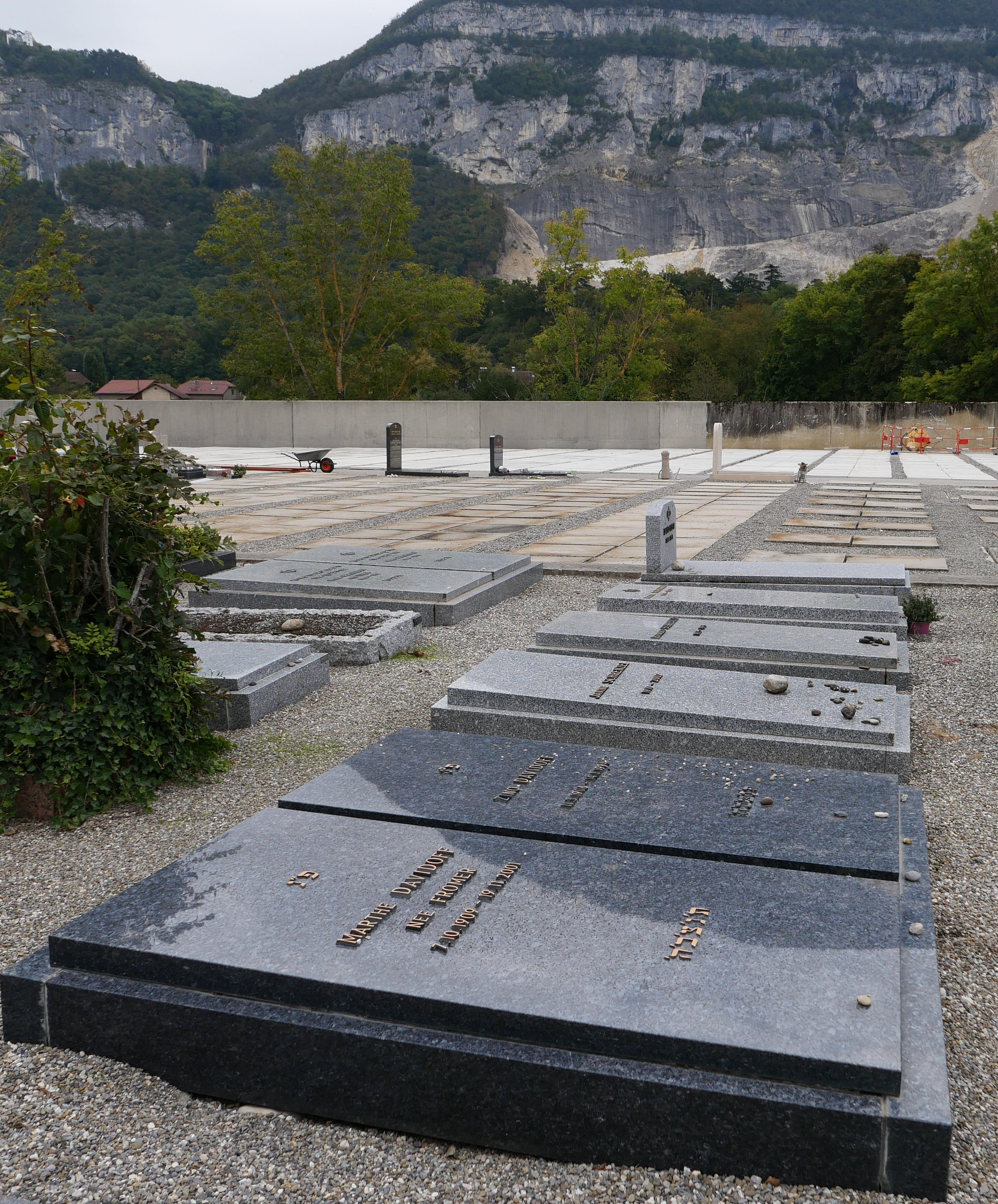
La tomba nel 2024.

Nel 1970 Zino vendette la sua piccola ma redditizia tabaccheria al colosso Max Oettinger Company di Basilea, uno dei primi importatori di sigari cubani in Europa, per circa un milione di dollari, una cifra al tempo considerata da molti spropositata, ma per nulla paragonabile a quella che nel 2006 spese a sua volta Imperial Tobacco, attuale detentore del marchio, pari a 540 milioni di euro (allora corrispondente a circa 700 milioni di dollari).
Dopo la vendita Zino Davidoff non si ritirò del tutto, diventando ambasciatore globale del marchio Davidoff. Quando la collaborazione con Cubatabaco terminò nel 1989 con uno scandalo (Cuba non forniva più tabacco a Davidoff, che poi bruciava pubblicamente sigari cubani per un valore di tre milioni di dollari), la produzione fu spostata nella Repubblica Dominicana nel marzo 1990 e pochi anni dopo uscì la serie "Aniversario", "Classic", "Mille", "Grand Cru", "Special" e "Millennium Blend".

### La morte
Zino morì a Ginevra il 14 gennaio 1994 all'età di 87 anni. Venne sepolto al cimitero ebraico di Veyrier-Etrembières, dove si trova anche la tomba di sua moglie Marthe (1909-2001), con la quale ebbe due figli. Poiché già nel 1876 il Cantone di Ginevra ha vietato l'istituzione di cimiteri confessionali, le tombe si trovano poco oltre il confine in territorio francese, mentre l'ingresso e la sala funebre si trovano in territorio svizzero.

### Filmografia
- L'arte di fumare sigari di Zino Davidoff, film di François Reichenbach, 1984, prodotto da Claude Richardet. Montaggio video Proserpina.